# Maresciallo di Savoia
Maresciallo di Savoia (in francese maréchal de Savoie) era la più alta distinzione militare savoiarda. Il titolo di maresciallo di Savoia costituì una dignità a partire dal XII secolo nell'ambito della contea di Savoia, divenne una carica militaire nel XIV secolo, e continuò a esistere nel ducato di Savoia dal 1416 fino al 1559.

## Storia

### Origine
I primi marescialli dei conti di Savoia fecero la loro comparsa nel XII secolo, contemporaneamente a quelli di Francia. Il loro ruolo si limitava ai cavalli e alle scuderie, come quello di un connestabile. Tuttavia, rivestiva una dimensione particolare in quanto si trattava di una persona a diretto contatto con il conte. Originariamente, non era una carica militare.

Il titolo, divenuto in brevissimo tempo ereditario, diede origine a una dinastia nella contea di Savoia, quella dei Mareschal (o Maréchal) o Mareschal de Montmélian o de Montmélian, secondo il generale Bordeaux o Amédée de Foras, tanto che il medievista Guido Castelnuovo cita gli studi di Bernard Demotz a riguardo del Maréchal de Saint Michel de Maurienne. Il conte de Foras per i Mareschal de Montmélian indica che
 Egli afferma tuttavia che
 In ogni caso questa famiglia pare detenere la carica fino al 1276.

Nel secolo seguente, il maresciallo apparteneva ai
 I conti di Savoia riorganizzarono in questo periodo la loro amministrazione e il controllo dei loro possedimenti. Queste riforme, che si sviluppano gradualmente, prevedevano degli ufficiali per avere una gestione migliore, ma anche per rendere più fedeli, dopo la fine delle dinastie, coloro che si trasmettevano la carica. Il conte Pietro II di Savoia (1203-1268) pare essere stato il primo ad avere agito in questo senso. Il ruolo di maresciallo restava comunque identico a quello originario: un'occupazione legata a cavalli e scuderie.

### Ufficiale militare
Un'evoluzione dello statuto diede avvio a due usi del titolo. Se i marescialli dell'Hôtel continuavano ad esistere nell'entourage del conte, una nuova carica di maresciallo dedicato alla guerra stava emergendo. Non si trattava di un ufficiale, la cui durata resta breve. Per esempio, tre signori, Guido Provana, Jean de Luyrieux e Girard de Grammont, furono nominati marescialli in occasione di una spedizione militare del 1332, condotta dal conte Aimone. Un certo François de La Sarraz fu designato maresciallo, qualche anno più tardi (1352), in occasione di un'altra spedizione.
Il maresciallo come ufficiale militare fece la sua comparsa nella seconda metà del XIV secolo. Potevano esserci più marescialli allo stesso tempo, come Étienne de La Baume e Gaspard (I) de Montmayeur.

In un editto del 17 giugno 1430, pubblicato nel Codice di leggi durante il regno del primo duca di Savoia Amedeo VIII, un capitolo si intitola in latino De Marescalis et eorum officio. I marescialli portavano

La carica di maresciallo di Savoia continuò fino al 1567, quando fu abolita per ordine del duca Emanuele Filiberto, l'ultimo maresciallo fu il valdostano Renato di Challant. Samuel Guichenon riferisce 
 Il duca sostituì questo titolo con quello di Gran Maestro dell'Artiglieria ma anche con quelli di

### XVIII-XIX secolo
Il primo re di Sardegna, Vittorio Amedeo II, ristabilì la carica di maresciallo nel 1730. Con la morte di Bernhard Otto von Rehbinder (1662-1742), non fu più conferita.
Il titolo fu nuovamente utilizzato dal re Vittorio Emanuele I, a partire dal 1796, per il suo luogotenente generale, il marchese Giuseppe Amedeo Sallier de la Tour. Alla morte del marchese, non fu più conferito. Il conte generale Ignazio Thaon di Revel di Saint-André e di Pralungo fu poi nominato maresciallo nel 1829, e gli succedette Vittorio Amedeo Sallier della Torre, figlio del precedente.

## Cronotassi
| Anni                    | Nome (Famiglia)                                                     | Note biografici | Cavaliere dell'Ordine del Collare, poi dell'Annunziata (anno) | Stemma |
| ----------------------- | ------------------------------------------------------------------- | --- | ------------------------------------------------------------- | ------ |
| ca. 1353                | Étienne de La Baume Bastardo dei La Baume de Montrevel              | Signore di Saint-Denis (de Chausson) e di Chavannes, ammiraglio di Savoia (ca. 1366). «domino Stephano de Balma militi, marescallo Sabaudiae.» Bastardo di Étienne de La Baume, gran maestro dei balestrieri del re di Francia, maresciallo di Provenza. | 1362                                                          |        |
| 1363-1383               | Gaspard de Montmayeur (....-1383) casa di Montmayeur                | Barone. Castellano de La Rochette (1358-1360, poi 1364-1368) e di Tarantasia (1369-1383), di Conflans (1376) | 1362                                                          |        |
| ca. 1387-1421           | Bonifacio I di Challant casa di Challant                            | Signore di Fénis e di Varey | 1410                                                          |        |
| 1384-1403               | Jean de Cervens, detto du Vernay (....-1410) famiglia di Cervens    | Signore de La Rochette (Chiablese) e del Chêne (Vaud), balì di Bresse e castellano di Bourg dal 1389 al 1393 | 1383-1391 1409/1410                                           |        |
| ca. 1412-prima del 1436 | Gaspard II de Montmayeur (....-1432) casa di Montmayeur             | Figlio di Gaspard I. Signore di Villard-Sallet, balì di Vaud (1403-1404), avvocato di Payerne (1407-1427), castellano de la Tour-de-Peilz (1406-1414), di Tarantasia (1415-1432), di Châtillon (1419-1429) e de La Rochette (1429-1432)                  | 1413-1431                                                     |        |
| 1426-1435               | Manfredo di Saluzzo (ca. 1395-1435) Marchesi di Saluzzo             | Figlio di Tommaso, figlio di Manfredo V di Saluzzo Sposò Françoise, figlia di Gaspard II de Montmayeur. Signore di Mulazzano e di Grésy, castellano di Lanzo (1427-1435)                                                                                 |                                                               |        |
| 1436-ca. 1455           | Ludovico I di Savoia-Racconigi (....-....) Bastardo di Savoia-Acaia | Figlio illegittimo di Ludovico di Savoia-Acaia. Signore, poi marchese di Racconigi, all'origine del ramo bastardo di Savoia-Racconigi | circa 1434                                                    |        |
| 1436-1457               | Jean de Seyssel-La Chambre casa di Seyssel                          | Signore di Barjac(t) e de La Rochette. Castellano di Bagé (dal 1446 al 1457) e di Tarantasia (1454-1456) | 1440-1465                                                     |        |
| circa 1451 (?)          | Jean, bastardo d'Armagnac (secondo Guichenon)                       | Signore di Gourdon |                                                               |        |
| circa 1455 ·            | Jacques de Montmayeur (circa 1405-1487) casa di Montmayeur          | Figlio di Gaspard II. Primo conte di Montmayeur, nel 1449. Luogotenente generale di là delle Alpi nel 1450. | 1440                                                          |        |
| circa 1465-1468         | François I de Gruyère casa di Gruyère                               | Cavaliere, balì di Vaud (1452-1453, poi 1457), ciambellano e consigliere ducale (1454), balì di Faucigny (1458), balì di Savoia (1471-1477). |                                                               |        |
| circa 1480              | Claudio di Seyssel casa di Seyssel                                  | Consignore di Aix | 1465                                                          |        |
| circa 1482 ·            | Claudio di Savoia-Racconigi Savoia-Racconigi                        | Marchese di Racconigi | 1518                                                          |        |
| circa 1482-1485         | Anthelme de Miolans casa di Miolans                                 | Barone. Sposò Gilberte de Polignac, erede della casa di Montmayeur, in quanto nipote di Jacques de Montmayeur. |                                                               |        |
| circa 1492              | Hugues de la Palud casa de La Palud                                 | Conte di Varax | 1482                                                          |        |
| circa 1504-1505         | Louis de Miolans casa di Miolans                                    | Barone di Miolans, conte di Montmayeur |                                                               |        |
| 1530-1560 o 1527-1567   | Renato di Challant casa di Challant                                 | Conte di Challant e di Valangin. Consigliere e ciambellano del duca di Savoia | 1518                                                          |        |

Il medievista Bertrand Schnerb osserva che il maresciallato di Savoia, come quello del regno di Francia, poteva essere conferito a due persone diverse nello stesso periodo: Gaspard I de Montmayeur con Étienne de La Baume; Jean de Vernay con Bonifacio di Challant; Gaspard II di Montmayeur e Manfredo di Saluzzo; Ludovico di Savoia-Racconigi e Jean de Seyssel-La Chambre.